# Kurwa (dystrykt Siwan)
Kurwa – wieś w Indiach położona w stanie Bihar, w dystrykcie Siwan, w tehsilu Barharia.
Całkowita powierzchnia miejscowości wynosi 160 ha (1,6 km²). Według spisu z 2011 w Kurwie znajduje się 591 domów i zamieszkuje ją 3 577 osób.